# Triglyceride

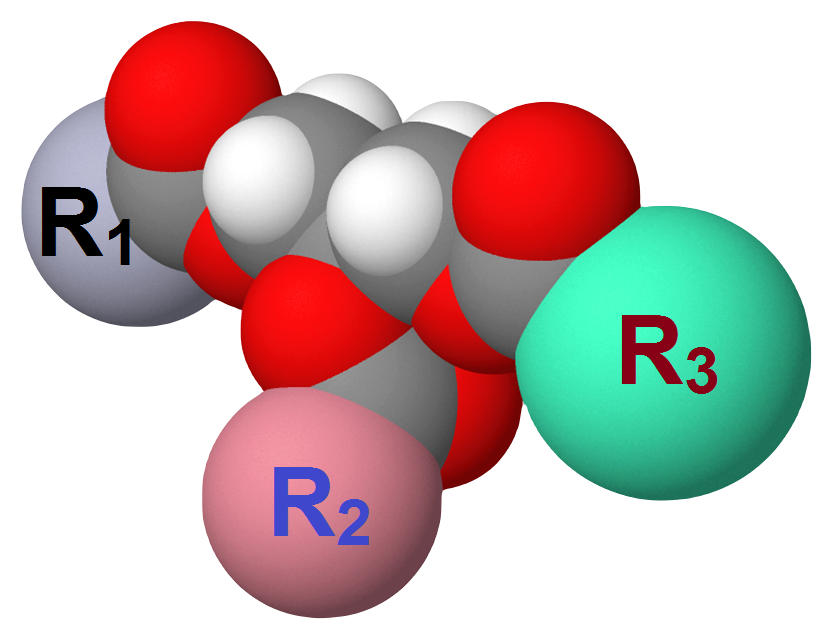
Cấu trúc chung của Triglyceride

Ví dụ về một phân tử triglyceride. Phần bên trái: glycerin, phần bên phải từ trên xuống: acid palmitic, acid oleic, acid alpha-linolenic, công thức hóa học: C: C_{55}H_{98}O_{6}

Triglyceride hay còn gọi là chất béo trung tính, triacylglycerol, TAG hay triacylglyceride là 1 ester có nguồn gốc từ glycerin và 3 acid béo. Nó là thành phần chính của dầu thực vật và mỡ động vật.

## Chuyển hóa
Enzym tiêu hóa lipase tụy sẽ phản ứng tại liên kết ester, thủy phân liên kết và "giải phóng" acid béo. Ở dạng triglyceride, tá tràng không thể được hấp thụ được lipid. Các acid béo, monoglyceride (1 gốc glycerin liên kết với một loại acid béo) và vài diglyceride được tá tràng hấp thu khi các glyceride bị chia nhỏ.

Quy trình glycolysis

Triglyceride là thành phần chủ yếu của các lipoprotein trọng lượng phân tử thấp (VLDL) và các chylomicron, nó đóng một vai trò quan trọng như là nguồn cung cấp năng lượng và chuyên chở các chất béo trong quá trình trao đổi chất. Glyceride chứa nguồn năng lượng (9 kcal/g hoặc 38 kJ/g) nhiều hơn gấp đôi so với các protein và carbohydrat khác. Ở ruột, nhờ tác dụng của men lipaza và dịch mật, glyceride được phân chia thành các monoacylglycerol và acid béo tự do trong quá trình gọi là sự phân giải lipid, sau đó được đưa xuống các tế bào ở ruột non hấp thu. Glyceride được tái hợp lại trong tế bào ruột non từ những phân mảnh, sau đó kết hợp với cholesteron và protein để hình thành các chylomicron (vi thể nhũ trấp). Chylomicron được bài tiết từ tế bào ruột non vào hệ bạch huyết và được dẫn truyền đến các mạch bạch huyết lớn gần tim sau đó vào máu. Các mô khác nhau có thể giữ lại chylomicron để giải phóng triglyceride dùng làm nguồn năng lượng. Mô mỡ và các tế bào gan có thể tổng hợp và dự trữ triglyceride. Khi cơ thể đòi hỏi nguồn acid béo cung cấp năng lượng, hormone glycagon (hormone báo hiệu đường huyết giảm) phát tín hiệu thực hiện thủy phân glyceride thành acid béo tự do. Khi não bộ không thể sử dụng năng lượng từ các acid béo, các gốc glycerin trong glyceride sẽ được chuyển hóa thành glucose, sau đó glucose thông qua chuỗi phản ứng glycolysis để chuyển thành Dihydroxyacetone phosphate rồi tiếp đó thành Glyceraldehyde 3-phosphate. Các tế bào mỡ cũng có thể chuyển hóa theo phương thức này để cung cấp năng lượng cho não.
Triglyceride không thể thẩm thấu qua màng tế bào. Các enzyme đặc biệt trên thành mạch máu phát tín hiệu cho các lipoprotein lipaza phải cắt glyceride thành acid béo tự do và glycerol. Acid béo sau đó được đưa vào tế bào.

## Vai trò gây bệnh

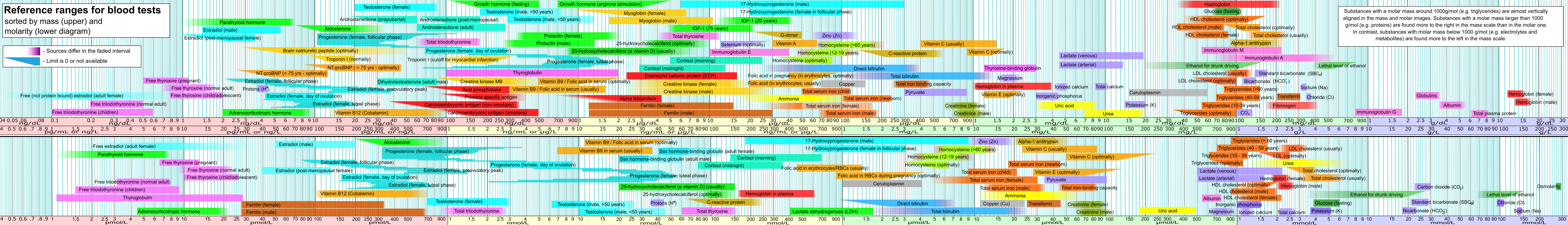
Bảng xét nghiệm máu, nồng độ triglyceride màu cam bên phải tăng theo độ tuổi

Cholesterol và triglyceride được mang đi trong máu nhờ kết hợp với một chất có tên là lipoprotein. Có nhiều loại lipoprotein: loại có tỉ trọng cao: HDL, tỉ trọng thấp: LDL, tỉ trọng rất thấp: VLDL. HDL có chức năng vận chuyển cholesterol còn VLDL có chức năng vận chuyển triglyceride trong máu. Cholesterol kết hợp với LDL được ký hiệu là LDL-c là dạng cholesterol gây hại cho cơ thể. Chúng vận chuyển cholesterol vào trong máu, thấm vào thành mạch máu, đóng vai trò quan trọng trong quá trình hình thành mảng xơ vữa động mạch. Cholesterol kết hợp với HDL được ký hiệu là HDL-c là một dạng cholesterol có lợi cho cơ thể chống lại quá trình xơ mỡ động mạch bằng cách mang cholesterol dư thừa ứ đọng từ trong thành mạch máu trở về gan.
Ở cơ thể người, mức độ cao triglyceride trong mạch máu dẫn đến xơ vữa động mạch (xơ cứng động mạch) gây nguy cơ về các bệnh tim mạch và đột quỵ. Tuy nhiên, ảnh hưởng tiêu cực của triglyceride đến việc nâng cao tỷ lệ LDL:HDL đến nay vẫn chưa xác định rõ ràng. Mối nguy hiểm có thể được cho là sự tương quan tỷ lệ nghịch giữa nồng độ triglyceride và nồng độ HDL.

### Tiêu chuẩn đánh giá
Hiệp hội tim mạch Hoa Kỳ đã đưa ra các tiêu chuẩn đối với nồng độ triglyceride trong máu:
| Nồng độ mg/dL | Nồng độ mmol/L | Giải thích                |
| <150          | <1.69          | Bình thường, nguy cơ thấp |
| 150-199       | 1.70-2.25      | Bấp bênh cao              |
| 200-499       | 2.26-5.65      | Cao                       |
| >500          | >5.65          | Rất cao: Nguy cơ cao      |

### Giảm nồng độ triglyceride
Chế độ dinh dưỡng giàu carbohydrat, với lượng carbohydrate chiếm hơn 60% tổng lượng calo, có thể làm tăng mức triglyceride. Có một mối tương quan mạnh mẽ giữa mức triglyceride và lượng carbohydrate khi khảo sát đối với những người có chỉ số khối cơ thể (BMI) cao hơn 28+ và kháng insulin (thường là những người thừa cân và béo phì).
Có bằng chứng cho việc tiêu thụ carbohydrate làm tăng chỉ số đường huyết, gây ra dư thừa insulin và làm tăng mức trilyceride ở phụ nữ. Những thay đổi bất lợi liên quan đến lượng tiêu thụ carbohydrate, bao gồm mức glyceride tăng, là những yếu tố rất nguy hiểm cho tim mạch của phụ nữ hơn là ở nam giới.
Tập thể dục thường xuyên, chế độ dinh dưỡng giàu acid béo omega-3 có trong cá, dầu hạt lanh, và các nguồn khác, có thể làm giảm nồng độ triglyceride trong máu. Khuyến nghị ở Hoa Kỳ là nên ăn 3 gram mỗi ngày các loại dầu này, còn tại châu Âu khuyên dùng 2 gram. Tuy nhiên, lượng omega-3 tiêu thụ phải cân bằng với lượng acid béo omega-6 với một tỷ lệ ω-6/ω-3=1:01-04:01 (tức là không quá 4 gram omega-6 cho mỗi 1 omega-3).
Carnitine và fibrate có khả năng làm giảm mức triglyceride trong máu. Sử dụng rượu nặng có thể làm tăng mức triglyceride.